# Miltogramma algira
Miltogramma algira är en tvåvingeart som beskrevs av Macquart 1843. Miltogramma algira ingår i släktet Miltogramma och familjen köttflugor.
Artens utbredningsområde är Algeriet. Inga underarter finns listade i Catalogue of Life.